# Kigo
Kigo (jap. 季語, riječ godišnjeg doba) jest riječ ili izraz koja je u vezi s određenim godišnjim dobom. Primjenjuje je se u japanskom pjesništvu. Kigo se rabi u kolaborativno povezanim stihovnim oblicima rengi i renkuu, kao i haikuu radi pokazivanja na godišnje doba u stihu. Vrlo su korisni u ušteđivanju prostora pri izražavanju.